# 不要轉台
〈不要轉台〉（英語：Don't Touch That Dial）是美國超級英雄類型的迷你網路影集《汪達幻視》的第二集，本集由格蕾琴·恩德斯（Gretchen Enders）編劇，麥特·夏克曼執導，於2021年1月15日在Disney+首播。本集为漫威電影宇宙的系列作品之一，與漫威電影宇宙系列電影處於同一架空世界和共同世界。伊莉莎白·歐森和保羅·貝特尼繼續分別飾演在漫威電影宇宙系列電影中的角色汪達·麥西莫夫和幻視，主演還包括泰娜·帕麗斯、黛布拉·喬·拉普和凱薩琳·哈恩。本集講述汪達和幻視為融入社區，準備在籌款活動上進行魔術表演。

## 劇情
1960年代，汪達·麥西莫夫和幻視夫婦夜間多次聽到窗外發出奇怪的聲音。兩人為了融入社區而在家中準備魔術節目，參加即將舉行的才藝表演。幻視為了加入社區監察隊而前往公共圖書館參加其他鄰居的會議。汪達在門口的樹叢裡發現一架彩色的玩具飛機。艾格妮絲邀請汪達參加社區的女性領袖多蒂舉辦的日間戶外聚會。幻視受到鄰居的歡迎，他為了在行為舉止上模仿普通人而接過鄰居遞來的大紅口香糖並嚼了起來。口香糖意外地進入幻視的體內，粘在他的機械齒輪上，引發幻視的思維和行動故障。汪達在聚會上結識一位名叫潔拉汀的鄰居，隨後她被多蒂留下幫忙收拾餐具。汪達從電台廣播中聽到有人持續呼喚她的名字，此時多蒂手中的杯子碎裂，扎破了她的手心。
幻視來到才藝表演現場，多次公開向鄰居展示超能力，汪達將它們巧妙地偽裝成普通魔術。兩人的出色表演得到觀眾好評，多蒂為他們頒發「年度最佳喜劇表演獎」獎杯。兩人回到家中之後，汪達突然發現自己懷孕了。正當他們準備慶祝之際，聽到屋外再次傳來噪聲，他們出門發現有一個養蜂人從下水道口鑽出。汪達受到驚嚇，即刻「倒帶」至此人出現之前，並將時間調整至1970年代，黑白畫面隨之轉變為彩色畫面。
情景喜劇《汪達幻視》的中場廣告為「史特拉克手錶」，錶盤內刻有九頭蛇的標誌。

## 製作

### 開發
2018年10月，漫威影業確定開發以漫威電影宇宙系列電影中的角色「緋紅女巫」汪達·麥西莫夫和幻視為主角的迷你網路影集，伊莉莎白·歐森和保羅·貝特尼回歸分別領銜出演汪達和幻視。2019年8月，麥特·夏克曼確認執導《汪達幻視》。夏克曼、首席編劇潔克·薛佛、凱文·費吉與漫威影業的路易斯·德·埃斯波西托（Louis D'Esposito）以及維多莉亞·阿隆索共同擔當執行製片人:50。凱文·費吉表示影集兼具「經典的情景喜劇」和「漫威史詩」的特色，向多個年代和多種類型的美國電視節目致敬。本集由格蕾琴·恩德斯（Gretchen Enders）編劇，向20世紀60年代情景喜劇《神仙家庭》和《太空仙女戀》致敬。

### 劇本
首席編劇潔克·薛佛稱，影集除了向過去的電視節目致敬之外，還將「嘗試開拓新領域」。凱文·費吉透露本集中插播的虛構中場廣告「為揭示影集的真實故事提供線索」。廣告中「史特拉克」手錶的宣傳標語為「史特拉克，他會為您騰出時間。」。錶盤內刻有「瑞士製造」、「九頭蛇」和「1000M」的字樣，並配有九頭蛇的標誌。此處暗指沃夫岡·馮·史特拉克男爵，該角色於《美國隊長2：酷寒戰士》中首次出現於漫威電影宇宙，他以汪達·麥西莫夫為實驗對象，賦予她超自然能力。影評人布倫頓·斯圖爾特（Brenton Stewart）稱類似於第一集，手錶的嘀嗒聲響同樣給人一種「緊迫感」，仿佛炸彈即將爆炸。他還指出這齣廣告帶有性別偏見性質。

### 選角

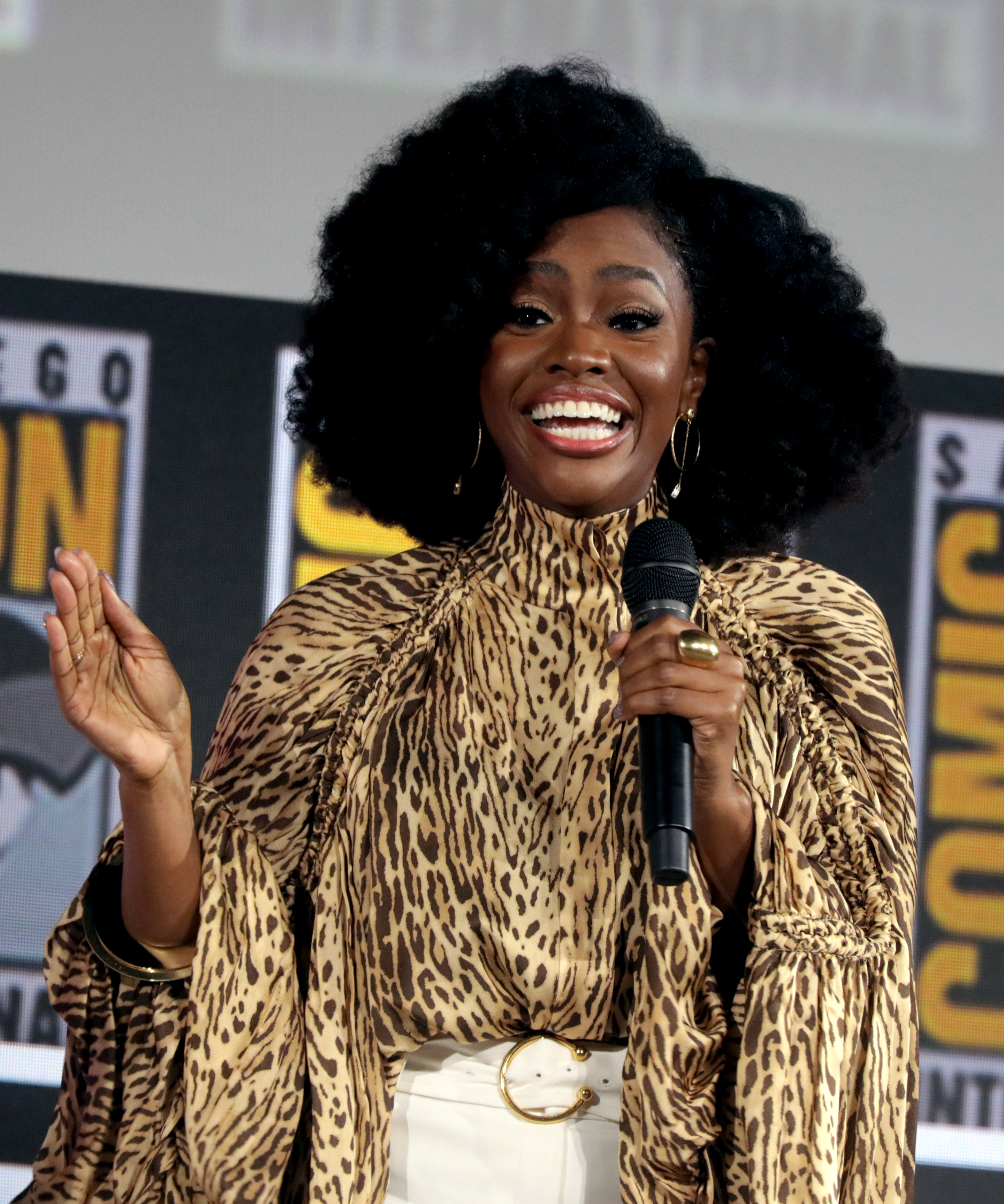
泰娜·帕麗斯飾演的莫妮卡·藍博以「潔拉汀」的名字於本集中登場

本集的主要角色包括伊莉莎白·歐森飾演的汪達·麥西莫夫、保羅·貝特尼飾演的幻視、泰娜·帕麗斯飾演的「潔拉汀」／莫妮卡·藍博、黛布拉·喬·拉普飾演的哈特夫人和凱薩琳·哈恩飾演的艾格妮絲:30:47–31:05。此外，阿西夫·阿里（Asif Ali）飾演諾姆（Norm），艾瑪·考爾菲德飾演多蒂·瓊斯（Dottie Jones），茱蓮妮·普迪飾演貝芙（Beverly），阿莫斯·格里克（Amos Glick）飾演郵差丹尼斯（Dennis the Mailman），大衛·佩頓（David Payton）飾演阿荷（Herb），大衛·倫格爾（David Lengel）飾演菲爾·瓊斯（Phil Jones），柴克·亨利（Zac Henry）飾演養蜂人，伊塔馬爾·恩里克斯（Ithamar Enriquez）和維多利亞·布萊德（Victoria Blade）分別飾演男女廣告演員，結城露娜（Yuuki Luna）和艾瑞克·迪爾加多（Eric Delgado）飾演才藝表演舞台上的踢踏舞者。藍道爾·朴聲音出演吉米·吳，但是未標記於片尾演員名單之中。

### 拍攝
本集在佐治亞州亞特蘭大的松林製片廠拍攝，麥特·夏克曼擔當導演，傑斯·霍爾擔當攝影指導。製作組受2019冠狀病毒病疫情影響暫停作業之後，本集在洛杉磯重啟補拍作業:50。
本集採用黑白畫面拍攝並加入罐頭笑聲。為還原相應的時代特征，在拍攝20世紀50年代至70年代的場景中，製作組採用鎢絲燈照明:6。為了在灰度圖像內呈現更佳的視覺效果，保羅·貝特尼在拍攝黑白畫面時將皮膚塗成藍色，而不是此前在彩色畫面的電影中所呈現的深紅色。劇中汪達的精神狀態產生錯亂時，導演夏克曼使用不同的鏡頭和燈光改變她幻想出的場景，同時搭配恰當的音效，宛如進入。

### 動畫與特效
本集中漢納巴伯拉風格的片頭動畫模仿情景喜劇片頭動畫《神仙家庭》，由Titmouse動畫公司製作:33:11。後期特效製作公司包括怪物外星人機器人喪屍（Monsters Aliens Robots Zombies）、和:33:06-33:21。

## 音樂
克里斯托弗·貝克為影集作曲，勞勃·羅培茲和克莉絲汀·安德森-羅培茲為影集創作主題曲。海灘男孩演唱的歌曲〈救救我，朗達〉出現於本集之中。本集音樂原聲帶於2021年1月22日由漫威音樂和好萊塢唱片聯合發行。
| 曲序     | 曲目     | 时长 |
| -------- | -------- | ---- |
| 1.       | （）     | 0:53 |
| 2.       |          | 0:55 |
| 3.       |          | 0:59 |
| 4.       |          | 0:37 |
| 5.       |          | 0:32 |
| 6.       |          | 1:05 |
| 7.       |          | 1:44 |
| 8.       |          | 0:52 |
| 总时长： | 总时长： | 7:37 |

## 市場營銷
2020年12月初，漫威陸續公佈分別以20世紀50年代至21世紀初為主題的6幅海報，其中元素的變化展現時間流逝以及劇情進展。

## 發行
〈不要轉台〉於2021年1月15日在Disney+首播。迪士尼於2021年1月20日公佈本集標題，此前標題為「第二集」（Episode 2）。

## 迴響

### 評價
〈不要轉台〉得到整體好評。根据評論匯總网站爛番茄汇总的19篇评论文章，100%的评论家给予该作正面评价，平均打分为8分（满分10分）。
《影音俱樂部》的山姆·巴爾桑蒂（Sam Barsanti）稱「前兩集中經典喜劇橋段為觀眾帶來驚喜，角色之間的互動模式即新穎又怪異。」斯蒂芬·羅賓遜（Stephen Robinson）給出「A–」的評分等級，稱讚本集中汪達和幻視進行魔術表演的情節。的麗貝卡·安努奇（Rebecca Iannucci）認為本集的冷開場輕鬆有趣。《娛樂週刊》的克里斯蒂安·霍爾布（Christian Holub）讚揚本集中的漢納巴伯拉風格動畫以及中場廣告，這令影集比此前的漫威電影宇宙作品更有趣。他認為本集中出現的神秘養蜂人可能屬於先進意念力學組織，廣告中的帶有九頭蛇標誌的「史特拉克」手錶與該組織的創始者史特拉克男爵有關。的唐·凱（Don Kaye）對前兩集給出四星評價（滿分五星），稱讚了伊莉莎白·歐森、保羅·貝特尼和凱薩琳·哈恩的表演。的麥特·珀斯洛（Matt Purslow）對前兩集給出7/10的評分，認為第二集比第一集更有趣，展現出汪達和幻視更多的互動才藝表演，他同時表示劇情幾乎沒有進展。的亞伯拉罕·里斯曼（Abraham Riesman）給出三星評價（滿分五星），指出當前所呈現的內容只是開啟真正劇情的序幕，充滿巧妙構思的致敬序曲，同時對天劍局感興趣。

### 獎項
因主演保羅·貝特尼在本集中的出色表演，被網站評為2021年1月11日至17日的「當週最佳演員」。

## 備註
1. ↑  在第四集〈節目暫時中斷〉中，呼喚汪達名字的人物確定為聯邦探員吉米·吳（英语：Jimmy Woo）[1]。

## 資料來源
1. 1 2  Robinson, Stephen. . The A.V. Club. 2021-01-29  [2021-01-29]. （原始内容存档于2021-01-29） （美国英语）.
2. ↑  Gemmill, Allie. . Collider. 2021-01-17  [2021-01-23]. （原始内容存档于2021-01-18） （美国英语）.
3. ↑  Kroll, Justin. . Variety. 2018-09-18  [2018-09-18]. （原始内容存档于2018-09-19） （美国英语）.
4. ↑  Sciretta, Peter. . /Film. 2018-10-30  [2018-11-01]. （原始内容存档于2018-10-31） （美国英语）.
5. 1 2 3  Fischer, Jacob. . Discussing Film. 2019-08-21  [2019-08-24]. （原始内容存档于2019-08-24） （美国英语）.
6. ↑  Reinstein, Mara. . Emmy. 2020-12-16  [2020-12-19]. （原始内容存档于2020-12-20） （美国英语）.
7. ↑  Dinh, Christine. . Marvel.com. 2019-11-13  [2019-11-14]. （原始内容存档于2019-11-14） （美国英语）.
8. 1 2  Reinstein, Mara. . Emmy. Vol. XLII no. 12. 2020: 42–50  [2021-01-11]. （原始内容存档于2020-12-20） （美国英语）.
9. ↑  Couch, Aaron. . The Hollywood Reporter. 2019-08-23  [2019-08-23]. （原始内容存档于2019-08-23） （美国英语）.
10. 1 2  Radish, Christina. . Collider. 2020-11-25  [2020-12-12]. （原始内容存档于2020-12-07） （美国英语）.
11. 1 2 3  Robinson, Stephen. . The A.V. Club. 2021-01-15  [2021-01-15]. （原始内容存档于2021-01-15） （美国英语）.
12. 1 2  Weiss, Josh. . Syfy Wire. 2021-01-06  [2021-01-06]. （原始内容存档于2021-01-06） （美国英语）.
13. 1 2  Romano, Nick. . Entertainment Weekly. 2021-01-06  [2021-01-06]. （原始内容存档于2021-01-06） （美国英语）.
14. 1 2  Barsanti, Sam. . The A.V. Club. 2021-01-14  [2021-01-14]. （原始内容存档于2021-01-14） （美国英语）.
15. ↑  Coggan, Devan. . Entertainment Weekly. 2020-11-10  [2020-11-10]. （原始内容存档于2020-11-10） （美国英语）.
16. ↑  Radish, Christina. . Collider. 2021-01-11  [2021-01-11]. （原始内容存档于2021-01-12） （美国英语）.
17. 1 2  Iannucci, Rebecca. . TVLine. 2021-01-15  [2021-01-15]. （原始内容存档于2021-01-15） （美国英语）.
18. 1 2 3  Riesman, Abraham. . Vulture. 2021-01-15  [2021-01-15]. （原始内容存档于2021-01-15） （美国英语）.
19. 1 2 3 4  Holub, Christian; Agard, Chancellor. . Entertainment Weekly. 2021-01-15  [2021-01-15]. （原始内容存档于2021-01-15） （美国英语）.
20. ↑  Stewart, Brenton. . Comic Book Resources. 2021-01-16  [2021-01-17]. （原始内容存档于2021-01-16） （美国英语）.
21. 1 2  Hood, Cooper. . ScreenRant. 2021-01-15  [2021-01-15]. （原始内容存档于2021-01-15） （美国英语）.
22. 1 2 3  Enders, Gretchen. . . 第1季. 第2集. 2021-01-15. Disney+. （原始内容存档于2021-01-23） （美国英语）.片尾演職員表於29:29開始。
23. ↑  Barnhardt, Adam. . ComicBook.com. 2019-09-09  [2019-10-21]. （原始内容存档于2019-09-20） （美国英语）.
24. ↑  Davids, Brian. . The Hollywood Reporter. 2021-01-15  [2021-01-15]. （原始内容存档于2021-01-15） （美国英语）.
25. ↑  Dominick, Nora; Zamora, Christian; Dahle, Brenden. . Buzzfeed. 2021-01-15  [2021-01-16]. （原始内容存档于2021-01-15） （美国英语）.
26. ↑   (PDF). Marvel Studios.   [2021-01-11]. （原始内容存档 (PDF)于2021-01-08） （美国英语）.
27. ↑  Weiss, Josh. . SYFY. 2020-11-10  [2020-11-11]. （原始内容存档于2020-12-21） （美国英语）.
28. ↑  Bui, Hoai-Tran. . /Film. 2021-01-11  [2021-01-11]. （原始内容存档于2021-01-12） （美国英语）.
29. ↑  Frei, Vincent. . Art of VFX. 2021-01-05  [2021-01-15]. （原始内容存档于2021-01-13） （美国英语）.
30. ↑  Workman, Robert. . SuperheroHype!. 2020-01-21  [2020-01-21]. （原始内容存档于2020-01-22） （美国英语）.
31. ↑  Taylor, Drew. . Collider. 2021-01-04  [2021-01-04]. （原始内容存档于2021-01-04） （美国英语）.
32. ↑  . Film Music Reporter. 2021-01-21  [2021-01-21]. （原始内容存档于2021-01-22） （美国英语）.
33. ↑  Pulliam-Moore, Charles. . io9. 2020-12-09  [2020-12-10]. （原始内容存档于2020-12-10） （美国英语）.
34. ↑  Alexander, Julia. . The Verge. 2021-01-08  [2021-01-08]. （原始内容存档于2021-01-08） （美国英语）.
35. 1 2  Erao, Math. . Comic Book Resources. 2021-01-20  [2021-01-20]. （原始内容存档于2021-01-21） （美国英语）.
36. ↑  . Rotten Tomatoes. Fandango Media.   [2024-07-13].
37. ↑  Kaye, Don. . Den of Geek. 2021-01-15  [2021-01-15]. （原始内容存档于2021-01-15） （美国英语）.
38. ↑  Purslow, Matt. . IGN. 2021-01-15  [2021-01-15]. （原始内容存档于2021-01-15） （美国英语）.
39. ↑  . TVLine. 2021-01-16  [2021-01-16]. （原始内容存档于2021-01-16） （美国英语）.

## 外部連結
- 互联网电影数据库上不要轉台的资料（英文）